# Плужнє
Плужнє (словен. Plužnje) — селище на пагорбах над правим берегом р. Ідрійца в общині Церкно, Регіон Горішка, Словенія. Висота над рівнем моря: 476,6 м. 